# Aaron-Gletscher
Der Aaron-Gletscher ist ein rund 6,5 km langer Gletscher im westantarktischen Marie-Byrd-Land. In den Thiel Mountains fließt er vom Ford-Massiv zwischen dem Janulis Spur und dem Gray Spur. 
Peter Bermel und Arthur B. Ford, die gemeinsam eine Expedition des United States Geological Survey von 1960 bis 1961 in die Thiel Mountains leiteten, schlugen die Benennung nach dem Geologen John Marshall Aaron III. vor, der zwischen 1960 und 1961 sowie zwischen 1961 und 1962 Feldforschungen in den Thiel Mountains unternommen hatte.